# Gomiécourt
Gomiécourt ist eine französische Gemeinde mit 152 Einwohnern (Stand 1. Januar 2022) im Département Pas-de-Calais in der Region Hauts-de-France. Sie gehört zum Arrondissement Arras und zum Kanton Bapaume.

## Lage
Die Gemeinde Gomiécourt liegt am Südostrand des Artois, 13 Kilometer südlich von Arras. Nachbargemeinden von Gomiécourt sind Ervillers im Nordosten, Béhagnies im Südosten, Bihucourt im Süden, Achiet-le-Grand im Südwesten sowie Courcelles-le-Comte im Nordwesten.

## Bevölkerungsentwicklung
| Jahr                       | 1962 | 1968 | 1975 | 1982 | 1990 | 1999 | 2006 | 2016 | 2022 |
| -------------------------- | ---- | ---- | ---- | ---- | ---- | ---- | ---- | ---- | ---- |
| Einwohner                  | 206  | 210  | 170  | 166  | 172  | 169  | 162  | 153  | 152  |
| Quellen: Cassini und INSEE |      |      |      |      |      |      |      |      |      |

## Sehenswürdigkeiten
- Kirche Saint-Pierre
- Burg der Familie Dragon de Gomiécourt, zerstört im 17. Jahrhundert

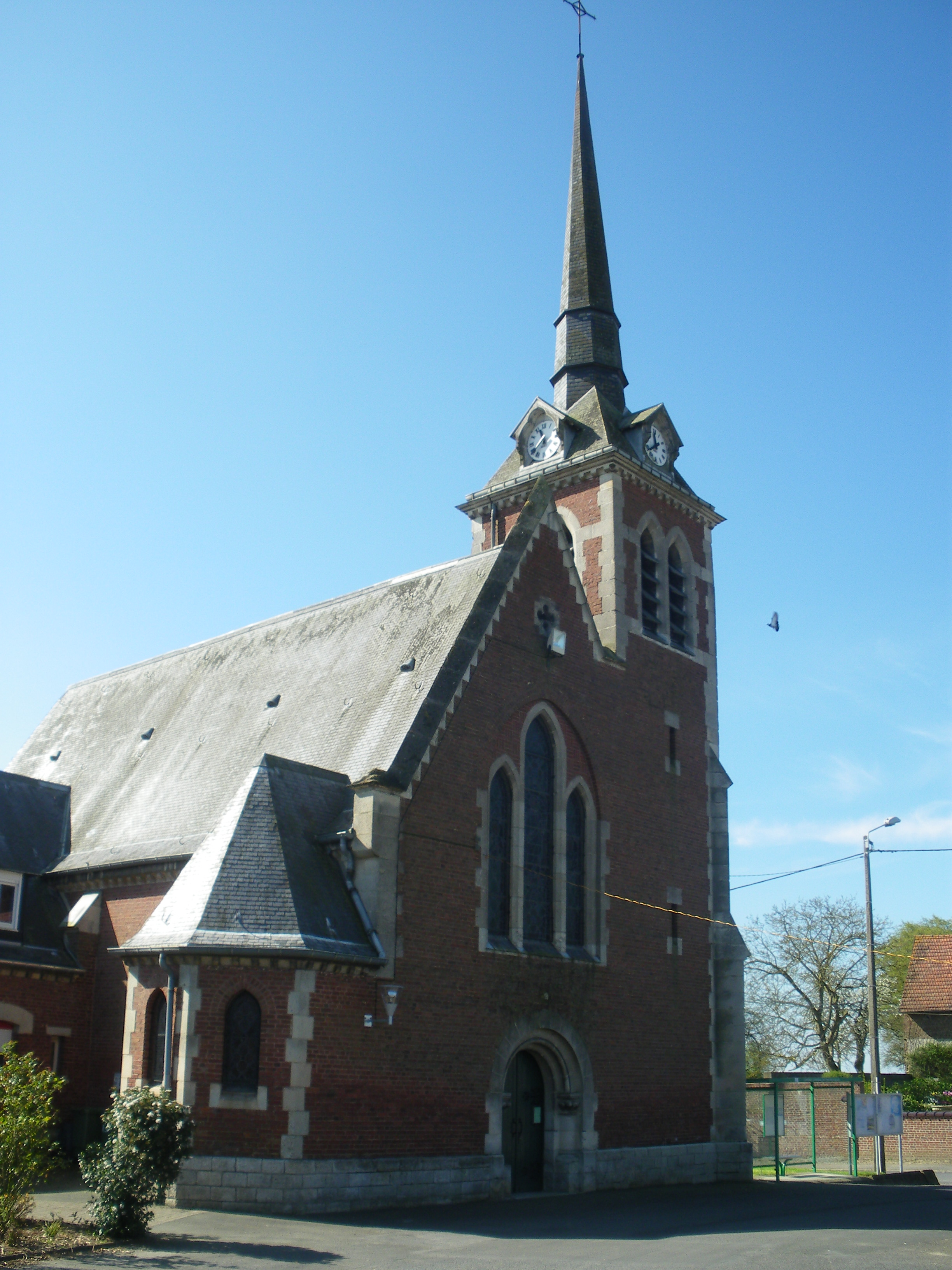
Kirche Saint-Pierre
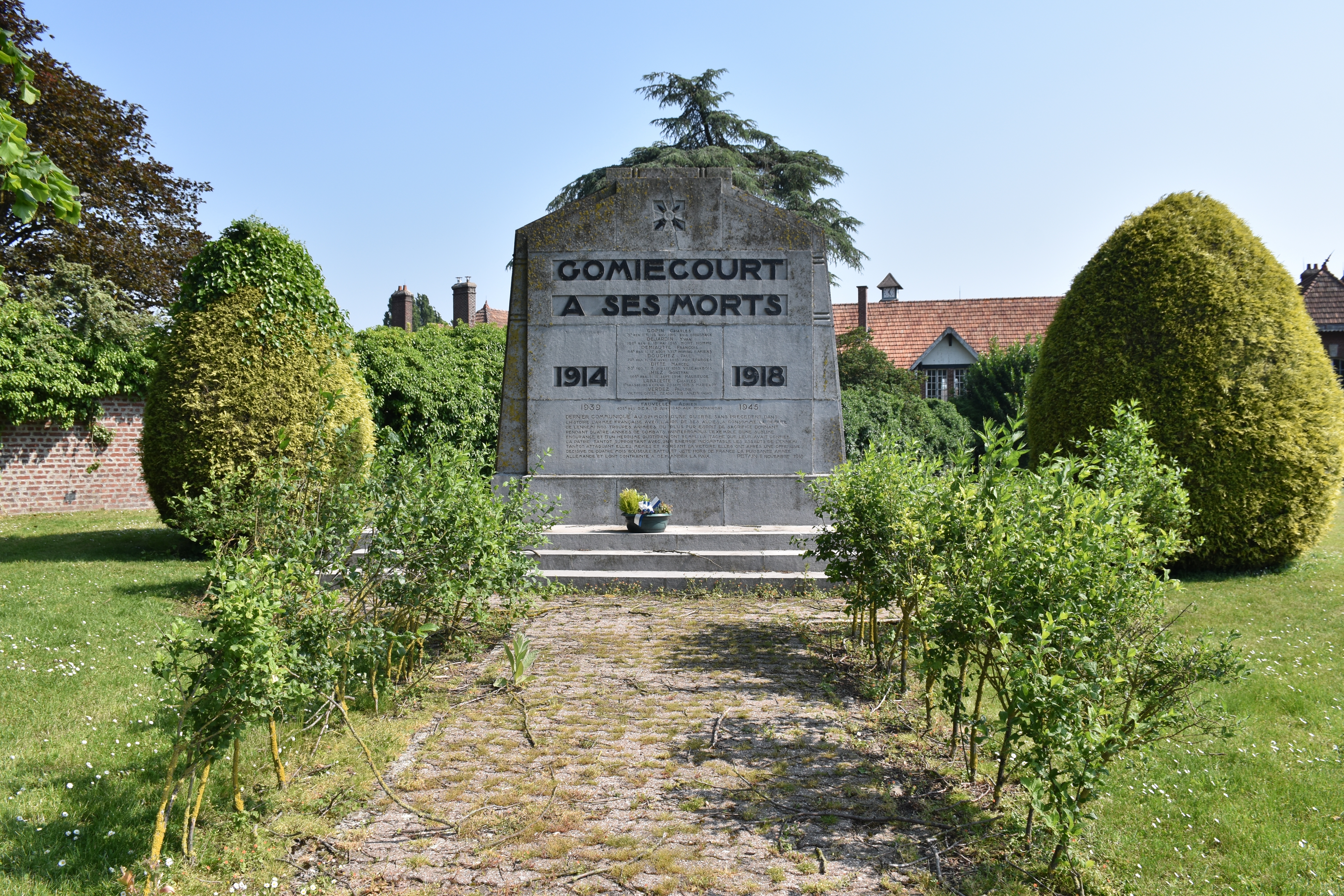
Gefallenendenkmal